# 高田一夫
高田 一夫（たかだ かずお、1948年 - ）は、日本の社会政策学者。専門は、市民社会論・高齢化問題、アメリカ労使関係、人事管理。一橋大学名誉教授。

## 人物・経歴
静岡県生まれ。1971年一橋大学社会学部卒業。1974年一橋大学大学院社会学研究科修士課程修了。1977年一橋大学大学院社会学研究科博士課程単位取得。津田真澂ゼミ、大陽寺順一ゼミ出身。
1977年一橋大学社会学部助手、1979年日本労働協会（現労働政策研究・研修機構）委託研究員。1980年千葉商科大学商経学部専任講師。1983年千葉商科大学商経学部助教授。1988年一橋大学社会学部助教授。1992年一橋大学社会学部教授。2000年一橋大学大学院社会学研究科教授。2012年定年退職、一橋大学大学院社会学研究科特任教授、一橋大学名誉教授。
専門は、市民社会論・高齢化社会における社会政策・アメリカ労使関係・日米の人事管理などで、1996年から1998年まで社会政策学会代表幹事も務めた。
この他、日本応用老年学会顧問、厚生労働省独立行政法人評価に関する有識者会議労働ワーキンググループ委員、厚生労働省独立行政法人評価委員会委員、千葉商科大学経済研究所プロジェクトアドバイザー、千葉商科大学大学院博士課程政策研究科客員教授等も歴任。

## 著書
- 『社会政策の思想と歴史 : 大陽寺順一教授還暦記念論文集』千倉書房 1985年
- " When "Lifetime Employment" Ends: Older Worker Programs in Japan"ブランダイス大学 1989年
- 『自立・共助による高齢者問題の解決モデル』（林大樹と共著）一橋大学 1999年
- 『高齢化に対する労働組合の挑戦』第一書林 2000年
- 『介護保険における公的サービスと営利サービスの関係のあり方に関する研究』一橋大学 2001年